# Mistrzostwa Świata Juniorów w Hokeju na Lodzie 2010/I Dywizja
Mistrzostwa Świata w Hokeju na Lodzie Juniorów Pierwszej Dywizji 2010 odbyły się w dwóch państwach: Francji (Megève oraz Saint-Gervais) oraz w Polsce (Gdańsk). Zawody odbyły się w dniach 14–20 grudnia 2009 roku.
W mistrzostwach pierwszej dywizji uczestniczyło 12 zespołów, które zostały podzielone na dwie grupy po 6 zespołów. Rozgrywały one mecze systemem każdy z każdym. Zwycięzcy turniejów awansowali do mistrzostw świata elity w 2011 roku, zaś najsłabsze drużyny spadły do drugiej dywizji.
Hale, w których odbyły się zawody to:
- Megeve Arena (Herisau),
- Saint-Gervais Arena (Saint-Gervais),
- Hala Olivia (Gdańsk).

## Grupa A

### Wyniki
| 14 grudnia 2009 | Słowenia | 0:3 | Dania | Saint-Gervais Arena |

| Szczegóły      | Szczegóły | Szczegóły       | Szczegóły                                                                              | Szczegóły                                   |
| -------------- | --------- | --------------- | -------------------------------------------------------------------------------------- | ------------------------------------------- |
| Godzina: 14:30 |           | (0:0, 0:0, 0:3) | 42:26 (PP) Patrick Bjorkstrand 52:45 (EQ) Søren Christiansen 55:35 (EQ) Simon Grønvalt | Widzów: 685 Sędzia główny: Siergiej Kułakow |

| 14 grudnia 2009 | Ukraina | 3:6 | Francja | Saint-Gervais Arena |

| Szczegóły      | Szczegóły                                                                       | Szczegóły       | Szczegóły | Szczegóły                                  |
| -------------- | ------------------------------------------------------------------------------- | --------------- | --- | ------------------------------------------ |
| Godzina: 20:00 | 07:06 (EQ) Ołeh Zadojenko 27:44 (SH) Władysław Hawryk 35:05 (EQ) Mykyta Bucenko | (1:1, 2:1, 0:4) | 14:11 (PP) Raphaël Papa 31:13 (EQ) Timotey Perez 50:33 (EQ) Robin Gaborit 50:44 (EQ) Charles Bertrand 56:23 (EQ) Jason Crossman 58:47 (PP) Nicolas Arrossamena | Widzów: 495 Sędzia główny: Daniel Stricker |

| 14 grudnia 2009 | Japonia | 0:9 | Niemcy | Megeve Arena |

| Szczegóły      | Szczegóły | Szczegóły       | Szczegóły | Szczegóły                              |
| -------------- | --------- | --------------- | --- | -------------------------------------- |
| Godzina: 20:00 |           | (0:4, 0:3, 0:2) | 02:19 (EQ) Philip Riefers 04:01 (EQ) Mirko Hofflin 15:44 (EQ) Norman Hauner 16:45 (EQ) Mirko Hofflin 23:06 (EQ) Raphael Wagner 27:32 (EQ) Jerome Flaake 28:49 (EQ) Mirko Hofflin 58:45 (EQ) Florian Strobl 59:20 (EQ) Tobias Rieder | Widzów: 75 Sędzia główny: Pavel Mikula |

| 15 grudnia 2009 | Niemcy | 6:0 | Słowenia | Megeve Arena |

| Szczegóły      | Szczegóły | Szczegóły       | Szczegóły | Szczegóły                                 |
| -------------- | --- | --------------- | --------- | ----------------------------------------- |
| Godzina: 14:30 | 15:00 (EQ) Jerome Flaake 44:16 (EQ) Simon Fischhaber 45:00 (EQ) Philip Riefers 45:16 (EQ) Daniel Weiss 46:18 (EQ) Tobias Rieder 51:09 (EQ) Laurin Braun | (1:0, 0:0, 5:0) |           | Widzów: 526 Sędzia główny: Raimonds Garda |

| 15 grudnia 2009 | Francja | 1:4 | Japonia | Saint-Gervais Arena |

| Szczegóły      | Szczegóły                      | Szczegóły       | Szczegóły                                                                                                | Szczegóły                                   |
| -------------- | ------------------------------ | --------------- | --- | ------------------------------------------- |
| Godzina: 20:00 | 26:27 (PP) Nicolas Arrossamena | (0:0, 1:2, 0:2) | 21:10 (EQ) Shunsuke Shigeno 33:50 (EQ) Takuto Gorai 48:40 (EQ) Takuto Gorai 59:53 (ENG) Shunsuke Shigeno | Widzów: 673 Sędzia główny: Siergiej Kułakow |

| 16 grudnia 2009 | Dania | 7:3 | Ukraina | Saint-Gervais Arena |

| Szczegóły      | Szczegóły | Szczegóły       | Szczegóły                                                                         | Szczegóły                              |
| -------------- | --- | --------------- | --------------------------------------------------------------------------------- | -------------------------------------- |
| Godzina: 18:00 | 00:52 (EQ) Nicklas Jensen 12:59 (PP) Patrick Bjorkstrand 20:23 (EQ) Nicklas Jensen 25:13 (SH) Sebastian Svendsen 30:05 (EQ) Anders Overmark 34:04 (PP) Patrick Bjorkstrand 36:07 (SH) Alexander Jensen | (2:1, 5:1, 0:1) | 14:38 (EQ) Oganes Oganesian 32:04 (PP) Oganes Oganesian 48:35 (PP) Mykyta Bucenko | Widzów: 70 Sędzia główny: Pavel Mikula |

| 17 grudnia 2009 | Japonia | 1:4 | Słowenia | Megeve Arena |

| Szczegóły      | Szczegóły               | Szczegóły       | Szczegóły                                                                                       | Szczegóły                                  |
| -------------- | ----------------------- | --------------- | ----------------------------------------------------------------------------------------------- | ------------------------------------------ |
| Godzina: 14:30 | 29:38 (PP) Takuto Gorai | (1:0, 0:1, 0:3) | 03:43 (EQ) Anže Kuralt 49:21 (EQ) Anže Zupančič 52:58 (EQ) Žiga Grahut 55:17 (EQ) Gasper Jordan | Widzów: 707 Sędzia główny: Daniel Stricker |

| 17 grudnia 2009 | Niemcy | 6:2 | Ukraina | Saint-Gervais Arena |

| Szczegóły      | Szczegóły | Szczegóły       | Szczegóły                                           | Szczegóły                                  |
| -------------- | --- | --------------- | --------------------------------------------------- | ------------------------------------------ |
| Godzina: 20:00 | 05:24 (EQ) Matthias Plachta 11:29 (EQ) Jerome Flaake 29:26 (EQ) Matthias Plachta 33:28 (EQ) Jerome Flaake 35:45 (EQ) Mirko Hofflin 39:37 (EQ) Philip Riefers | (2:0, 4:1, 0:1) | 21:21 (PP) Gieorgij Kicza 44:49 (EQ) Gieorgij Kicza | Widzów: 52 Sędzia główny: Siergiej Kułakow |

| 17 grudnia 2009 | Dania | 5:0 | Francja | Megeve Arena |

| Szczegóły      | Szczegóły | Szczegóły       | Szczegóły | Szczegóły                                 |
| -------------- | --- | --------------- | --------- | ----------------------------------------- |
| Godzina: 20:00 | 01:20 (PP) Mark Mieritz 01:54 (EQ) Sebastian Svendsen 03:46 (EQ) Mark Mieritz 19:34 (PP) Nichlas Carlsen 30:43 (EQ) J. B. Jensen | (4:0, 1:0, 0:0) |           | Widzów: 850 Sędzia główny: Raimonds Garda |

| 18 grudnia 2009 | Francja | 1:2 | Niemcy | Megeve Arena |

| Szczegóły      | Szczegóły               | Szczegóły       | Szczegóły                                       | Szczegóły                                |
| -------------- | ----------------------- | --------------- | ----------------------------------------------- | ---------------------------------------- |
| Godzina: 20:00 | 04:45 (PP) Nicolas Ritz | (1:0, 0:0, 0:2) | 40:50 (PP) Daniel Weiss 48:27 (PP) Daniel Weiss | Widzów: 1057 Sędzia główny: Pavel Mikula |

| 19 grudnia 2009 | Słowenia | 2:1 pk. | Ukraina | Saint-Gervais Arena |

| Szczegóły      | Szczegóły                                            | Szczegóły                 | Szczegóły                 | Szczegóły                                 |
| -------------- | ---------------------------------------------------- | ------------------------- | ------------------------- | ----------------------------------------- |
| Godzina: 20:00 | 55:36 (EQ) Anže Florjančič 65:00 (PS) Ken Ograjensek | (0:0, 0:1, 1:0, 0:0, 1:0) | 32:50 (EQ) Ołeh Zadojenko | Widzów: 80 Sędzia główny: Daniel Stricker |

| 19 grudnia 2009 | Dania | 6:2 | Japonia | Megeve Arena |

| Szczegóły      | Szczegóły | Szczegóły       | Szczegóły                                      | Szczegóły                                 |
| -------------- | --- | --------------- | ---------------------------------------------- | ----------------------------------------- |
| Godzina: 20:00 | 16:41 (PP) Simon Grønvalt 38:53 (EQ) J. B. Jensen 45:46 (PP) Alexander Jensen 46:45 (EQ) Anders Poulsen 59:37 (EQ) Nicklas Jensen | (1:0, 1:0, 4:2) | 53:19 (PP) Ryota Yamada 54:22 Shunsuke Shigeno | Widzów: 170 Sędzia główny: Raimonds Garda |

| 20 grudnia 2009 | Ukraina | 6:2 | Japonia | Saint-Gervais Arena |

| Szczegóły      | Szczegóły | Szczegóły       | Szczegóły                                               | Szczegóły                               |
| -------------- | --- | --------------- | ------------------------------------------------------- | --------------------------------------- |
| Godzina: 14:30 | 13:31 (EQ) Mykyta Bucenko 22:17 (SH) Ołeh Zadojenko 39:02 (EQ) Maksym Kwitczenko 43:02 (PP) Ołeh Zadojenko 49:21 (EQ) Maksym Kwitczenko 56:36 (EQ) Mykyta Bucenko | (1:1, 2:1, 3:0) | 14:59 (PP) Shunsuke Shigeno 21:12 (EQ) Shunsuke Shigeno | Widzów: 109 Sędzia główny: Pavel Mikula |

| 20 grudnia 2009 | Niemcy | 4:0 | Dania | Megeve Arena |

| Szczegóły      | Szczegóły                                                                                               | Szczegóły       | Szczegóły | Szczegóły                                  |
| -------------- | --- | --------------- | --------- | ------------------------------------------ |
| Godzina: 16:00 | 11:11 (EQ) Tobias Rieder 23:59 (EQ) Philip Riefers 29:43 (PP) Simon Fischhaber 59:25 (EN) Tobias Rieder | (1:0, 2:0, 1:0) |           | Widzów: 402 Sędzia główny: Daniel Stricker |

| 20 grudnia 2009 | Francja | 1:2 | Słowenia | Megeve Arena |

| Szczegóły      | Szczegóły                 | Szczegóły       | Szczegóły                                   | Szczegóły                                    |
| -------------- | ------------------------- | --------------- | ------------------------------------------- | -------------------------------------------- |
| Godzina: 20:00 | 08:49 (EQ) Maxime Brachet | (1:0, 0:1, 0:1) | 27:34 (EQ) Miha Verlič 46:18 (EQ) Luka Ščap | Widzów: 1418 Sędzia główny: Siergiej Kułakow |

### Tabela
Lp. = lokata, M = liczba rozegranych spotkań, W = Wygrane, WpD = Wygrane po dogrywce lub karnych, PpD = Porażki po dogrywce lub karnych, P = Porażki, G+ = Gole strzelone, G- = Gole stracone, Pkt. = Liczba zdobytych punktów
| Lp. | Zespół   | M | W | WpD | PpD | P | G + | G - | +/- | Pkt. |
| --- | -------- | - | - | --- | --- | - | --- | --- | --- | ---- |
| 1   | Niemcy   | 5 | 5 | 0   | 0   | 0 | 27  | 3   | +24 | 15   |
| 2   | Dania    | 5 | 4 | 0   | 0   | 1 | 21  | 9   | +12 | 12   |
| 3   | Słowenia | 5 | 2 | 1   | 0   | 2 | 8   | 12  | -4  | 8    |
| 4   | Ukraina  | 5 | 1 | 0   | 1   | 3 | 15  | 23  | -8  | 4    |
| 5   | Japonia  | 5 | 1 | 0   | 1   | 3 | 9   | 26  | -17 | 4    |
| 6   | Francja  | 5 | 1 | 0   | 0   | 4 | 9   | 16  | -7  | 3    |

## Grupa B

### Wyniki
| 14 grudnia 2009 | Włochy | 3:2 pk. | Białoruś | Olivia |

| Szczegóły      | Szczegóły                                                                | Szczegóły                 | Szczegóły                                             | Szczegóły                                |
| -------------- | ------------------------------------------------------------------------ | ------------------------- | ----------------------------------------------------- | ---------------------------------------- |
| Godzina: 13:00 | 18:53 (EQ) Lukas Tauber 46:12 (EQ) Patrick Mair 65:00 (PS) Simon Kostner | (1:2, 0:0, 1:0, 0:0, 1:0) | 04:12 (EQ) Michaił Choromando 14:33 (EQ) Igor Rewenko | Widzów: 150 Sędzia główny: Jacob Grumsen |

| 14 grudnia 2009 | Chorwacja | 1:10 | Kazachstan | Olivia |

| Szczegóły      | Szczegóły                 | Szczegóły       | Szczegóły | Szczegóły                              |
| -------------- | ------------------------- | --------------- | --- | -------------------------------------- |
| Godzina: 16:30 | 44:55 (EQ) Dominik Kanaet | (0:4, 0:2, 1:4) | 00:52 (PP) Nursultan Belgibajew 07:06 (PP) Nursultan Belgibajew 11:58 (EQ) Michaił Rachmanow 17:27 (SH) Wiaczesław Fedossenko 21:49 (EQ) Artiom Ignatienko 36:10 (EQ) Julian Popowicz 46:51 (PP) Witalij Swistunow 49:02 (EQ) Konstantin Sawienkow 53:33 (EQ) Julian Popowicz 54:44 (EQ) Anton Petrow | Widzów: 100 Sędzia główny: Péter Gebei |

| 14 grudnia 2009 | Polska | 2:5 | Norwegia | Olivia |

| Szczegóły      | Szczegóły                                                 | Szczegóły       | Szczegóły | Szczegóły                                    |
| -------------- | --------------------------------------------------------- | --------------- | --- | -------------------------------------------- |
| Godzina: 20:00 | 07:24 (EQ) Mateusz Bepierszcz 39:00 (EQ) Kasper Bryniczka | (1:2, 1:1, 0:2) | 06:05 (EQ) Hans Kristian Hollstedt 12:03 (PP) Daniel Sorvik 35:13 (PP) Andreas Martinsen 41:02 (EQ) Andreas Martinsen 51:31 (EQ) Scott Winkler | Widzów: 1500 Sędzia główny: Georgij Jabłukow |

| 15 grudnia 2009 | Kazachstan | 1:3 | Włochy | Olivia |

| Szczegóły      | Szczegóły               | Szczegóły       | Szczegóły                                                                  | Szczegóły                                   |
| -------------- | ----------------------- | --------------- | -------------------------------------------------------------------------- | ------------------------------------------- |
| Godzina: 13:00 | 04:05 (PP) Nikita Mokin | (1:0, 0:2, 0:1) | 21:04 (EQ) Simon Kostner 27:55 (PP) Pietro Canale 46:41 (EQ) Simon Kostner | Widzów: 100 Sędzia główny: Georgij Jabłukow |

| 15 grudnia 2009 | Norwegia | 18:2 | Chorwacja | Olivia |

| Szczegóły      | Szczegóły | Szczegóły       | Szczegóły                                          | Szczegóły                              |
| -------------- | --- | --------------- | -------------------------------------------------- | -------------------------------------- |
| Godzina: 16:30 | 05:54 (PP) Nicolai Bryhnisveen 10:20 (EQ) Petter Vik 12:04 (PP) Jonas Djupvik Lovlie 13:18 (EQ) Jonas Oppoyen 15:22 (EQ) Sondre Olden 19:50 (EQ) Scott Winkler 21:03 (EQ) Fredrik Csisar 33:23 (EQ) Sondre Olden 34:47 (EQ) Andreas Martinsen 36:41 (EQ) Daniel Sorvik 37:09 Rasmus Juell 37:54 (EQ) Jonas Djupvik Lovlie 40:47 (EQ) Andreas Martinsen 49:19 (EQ) Jonas Djupvik Lovlie 49:37 (EQ) Fredrik Sommerseth 52:16 (EQ) Rasmus Juell 53:33 (EQ) Scott Winkler 58:24 (EQ) Jonas Djupvik Lovlie | (6:1, 6:0, 6:1) | 02:59 (PP) Mislav Blagus 58:02 (EQ) Dominik Kanaet | Widzów: 75 Sędzia główny: Peter Grecko |

| 15 grudnia 2009 | Białoruś | 5:1 | Polska | Olivia |

| Szczegóły      | Szczegóły | Szczegóły       | Szczegóły                   | Szczegóły                               |
| -------------- | --- | --------------- | --------------------------- | --------------------------------------- |
| Godzina: 20:00 | 07:11 (EQ) Walerij Bojarskih 22:46 (EQ) Siergiej Maliawka 47:09 (EQ) Nikita Riemiezow 58:15 (PP) Aleksander Semoczkin 59:00 (EQ) Jauhienij Sałamonau | (1:1, 1:0, 3:0) | 18:15 (EQ) Aron Chmielewski | Widzów: 1200 Sędzia główny: Péter Gebei |

| 17 grudnia 2009 | Białoruś | 2:3 pk. | Norwegia | Olivia |

| Szczegóły      | Szczegóły                                             | Szczegóły                 | Szczegóły                                                                        | Szczegóły                                   |
| -------------- | ----------------------------------------------------- | ------------------------- | -------------------------------------------------------------------------------- | ------------------------------------------- |
| Godzina: 13:00 | 19:29 (PP) Siergiej Maliawka 22:50 (PP) Kiriłł Brikun | (1:1, 1:1, 0:0, 0:0, 0:1) | 09:10 (EQ) Sondre Olden 32:51 (EQ) Jonas Djupvik Lovlie 65:00 (PS) Scott Winkler | Widzów: 100 Sędzia główny: Georgij Jabłukow |

| 17 grudnia 2009 | Chorwacja | 1:2 | Włochy | Olivia |

| Szczegóły      | Szczegóły                 | Szczegóły       | Szczegóły                                         | Szczegóły                                |
| -------------- | ------------------------- | --------------- | ------------------------------------------------- | ---------------------------------------- |
| Godzina: 16:30 | 45:04 (PP) Borna Rendulić | (0:0, 0:1, 1:1) | 05:26 (PP) Stefan Ramoser 43:20 (EQ) Mirko Presti | Widzów: 150 Sędzia główny: Jacob Grumsen |

| 17 grudnia 2009 | Kazachstan | 6:3 | Polska | Olivia |

| Szczegóły      | Szczegóły | Szczegóły       | Szczegóły                                                                         | Szczegóły                               |
| -------------- | --- | --------------- | --------------------------------------------------------------------------------- | --------------------------------------- |
| Godzina: 20:00 | 11:01 (PP) Oleg Astafjew 33:20 (EQ) Anton Petrow 36:38 (EQ) Aleksander Kaznaczejew 45:41 (EQ) Nursultan Belgibajew 46:49 (EQ) Anton Petrow 48:17 (SH) Julian Popowicz | (1:1, 2:1, 3:1) | 15:04 (PP) Dawid Maciejewski 24:41 (EQ) Damian Kapica 51:01 (PP) Aron Chmielewski | Widzów: 700 Sędzia główny: Peter Grecko |

| 18 grudnia 2009 | Białoruś | 16:4 | Chorwacja | Olivia |

| Szczegóły      | Szczegóły | Szczegóły       | Szczegóły                                                                                               | Szczegóły                               |
| -------------- | --- | --------------- | --- | --------------------------------------- |
| Godzina: 13:00 | 01:10 (EQ) Nikita Riemiezow 03:16 (EQ) Siergiej Korolik 08:27 (EQ) Siergiej Bogoleisza 09:29 (EQ) Siarhiej Drozd 17:39 (PP) Roman Malinowski 19:22 (EQ) Nikita Riemiezow 24:04 (EQ) Igor Rewenko 30:09 (EQ) Jauhienij Sałamonau 31:23 (EQ) Aleksander Kachan 35:26 (PP) Nikołaj Suslo 39:48 (EQ) Siarhiej Drozd 52:11 (EQ) Roman Malinowski 54:41 (EQ) Siarhiej Drozd 58:03 (EQ) Aleksander Semoczkin 59:59 (PP) Nikita Riemiezow | (7:0, 5:1, 4:3) | 21:17 (EQ) Petar Trstenjak 43:04 (EQ) Jan Žižanović 54:04 (EQ) Borna Rendulić 57:33 (EQ) Borna Rendulić | Widzów: 100 Sędzia główny: Peter Grecko |

| 18 grudnia 2009 | Norwegia | 4:2 | Kazachstan | Olivia |

| Szczegóły      | Szczegóły | Szczegóły       | Szczegóły                                                    | Szczegóły                                |
| -------------- | --- | --------------- | ------------------------------------------------------------ | ---------------------------------------- |
| Godzina: 16:30 | 02:06 (PP) Jonas Djupvik Lovlie 02:40 (PP) Andreas Martinsen 41:09 (EQ) Jonas Oppoyen 59:59 (EN) Scott Winkler | (2:0, 0:2, 2:0) | 30:31 (EQ) Artiom Ignatienko 31:58 (EQ) Konstantin Sawienkow | Widzów: 130 Sędzia główny: Jacob Grumsen |

| 18 grudnia 2009 | Włochy | 0:1 | Polska | Olivia |

| Szczegóły      | Szczegóły | Szczegóły       | Szczegóły                | Szczegóły                              |
| -------------- | --------- | --------------- | ------------------------ | -------------------------------------- |
| Godzina: 20:00 |           | (0:0, 0:1, 0:0) | 33:10 (EQ) Damian Kapica | Widzów: 600 Sędzia główny: Péter Gebei |

| 20 grudnia 2009 | Kazachstan | 1:5 | Białoruś | Olivia |

| Szczegóły      | Szczegóły                  | Szczegóły       | Szczegóły | Szczegóły                               |
| -------------- | -------------------------- | --------------- | --- | --------------------------------------- |
| Godzina: 13:00 | 50:52 (EQ) Iljas Ramazanow | (0:1, 0:3, 1:1) | 12:14 (PP) Siergiej Szeleg 22:49 (PP) Aleksander Semoczkin 25:37 (EQ) Siarhiej Drozd 36:54 (EQ) Walerij Bojarskih 57:38 (PP) Igor Rewenko | Widzów: 70 Sędzia główny: Jacob Grumsen |

| 20 grudnia 2009 | Norwegia | 3:0 | Włochy | Olivia |

| Szczegóły      | Szczegóły                                                          | Szczegóły       | Szczegóły | Szczegóły                                   |
| -------------- | ------------------------------------------------------------------ | --------------- | --------- | ------------------------------------------- |
| Godzina: 16:30 | 22:49 (EQ) Rasmus Juell 53:51 Scott Winkler 55:20 (EQ) Joakim Erbe | (0:0, 1:0, 2:0) |           | Widzów: 400 Sędzia główny: Georgij Jabłukow |

| 20 grudnia 2009 | Polska | 5:6 | Chorwacja | Olivia |

| Szczegóły      | Szczegóły | Szczegóły       | Szczegóły | Szczegóły                               |
| -------------- | --- | --------------- | --- | --------------------------------------- |
| Godzina: 20:00 | 10:41 (EQ) Jakub Witecki 13:46 (EQ) Aron Chmielewski 19:09 (EQ) Bartłomiej Bychawski 38:45 (EQ) Piotr Kmiecik 59:54 (PP) Aron Chmielewski | (3:2, 1:1, 1:3) | 02:55 (PP) Dominik Kanaet 18:15 (EQ) Petar Trstenjak 23:08 (EQ) Mislav Blagus 43:31 Mislav Blagus 49:07 (PP) Borna Rendulić 57:45 (EQ) Nikša Trstenjak | Widzów: 1000 Sędzia główny: Péter Gebei |

### Tabela
Lp. = lokata, M = liczba rozegranych spotkań, W = Wygrane, WpD = Wygrane po dogrywce lub karnych, PpD = Porażki po dogrywce lub karnych, P = Porażki, G+ = Gole strzelone, G- = Gole stracone, Pkt. = Liczba zdobytych punktów
| Lp. | Zespół     | M | W | WpD | PpD | P | G + | G - | +/- | Pkt. |
| --- | ---------- | - | - | --- | --- | - | --- | --- | --- | ---- |
| 1   | Norwegia   | 5 | 4 | 1   | 0   | 0 | 33  | 8   | +25 | 14   |
| 2   | Białoruś   | 5 | 3 | 0   | 2   | 0 | 30  | 12  | +18 | 11   |
| 3   | Włochy     | 5 | 2 | 1   | 0   | 2 | 8   | 8   | 0   | 8    |
| 4   | Kazachstan | 5 | 2 | 0   | 0   | 3 | 20  | 16  | +4  | 6    |
| 5   | Chorwacja  | 5 | 1 | 0   | 0   | 4 | 14  | 51  | -37 | 3    |
| 6   | Polska     | 5 | 1 | 0   | 0   | 4 | 12  | 22  | -10 | 3    |